# Chieti
Chieti (nápolyiul: Chiete, helyi nyelvjárásban: Chijtë) város (közigazgatásilag comune) Olaszország Abruzzo régiójában, Chieti megyében.

## Fekvése
A város egy, az Aterno-Pescara folyóra néző domb tetején épült fel, alig néhány kilométer távolságra az Adriai-tengertől. Határai: Bucchianico, Casalincontrada, Cepagatti, Francavilla al Mare, Manoppello, Pescara, Ripa Teatina, Rosciano, San Giovanni Teatino és Torrevecchia Teatina.

## Története
Theate Marrucinorum néven Chieti volt egykoron a marrucinusok fő települése. Sztrabón szerint árkádiai görög telepesek alapították Tegeate néven. Miután a rómaiak legyőzték őket, a marrucinusok fő szövetségeseikké váltak. A polgárháborúk után municipiumi rangot kapott. A birodalom idején lakossága kb. 60 000 fő volt. A Nyugatrómai Birodalom bukása után előbb a vizigótok majd a herulok pusztították el. A longobárd időkben külön gastaldus állt az élén, majd miután Pipin seregei feldúlták, a Beneventói Hercegség része lett. A normann uralom idején jelentős politikai és gazdasági szerepre tett szert, s ezt a következő századokban is sikerült megtartania. Virágkorát a 17. században, az ellenreformáció idején élte. Az 1656-os pestisjárvány jelentősen megtizedelte lakosságát. 1806-ban a Nápolyi Királyságot uralmuk alatt tartó franciák erődvárossá alakították át. A második világháború során elkerülte a bombatámadásokat, hiszen Rómához hasonlóan nyitott városként számos menekültet fogadott be.

## Politika
A város hagyományosan jobboldali vezetésű. A város polgármesterét 1945 és 1993 között közvetve, a város képviselőtestülete választotta meg. Ekkor a városnak végig kereszténydemokrata polgármesterei voltak.
1993 óta közvetlenül választják meg a polgármestereket Olaszországban:
- 1993 - 2004: Niccola Cucullo - Olasz Szociális Mozgalom / Háromszínű Láng
- 2005 - 2010: Francesco Ricci - pártfüggetlen, Balközép koalíció
- 2010 - 2020: Umberto Di Primio - Szabadság Népe / Forza Italia / Olaszország Fivérei
- 2020 óta : 	Diego Ferrara - Demokrata Párt

## Népessége
A népesség számának alakulása:

## Főbb látnivalói
- A székesegyházat 1069-ben I. Attone püspök építette újjá. Az eredeti katedrálisból mindössze a román stílusú kripta maradt fenn. A 14. században alakították át gótikus stílusban, ekkor bővítették ki harangtornyát. A 17-18. században, sorozatos földrengések miatt részlegesen újjáépítették barokk stílusban. A katedrális és a környező épületek alatt számos az i. e. 1 századból származó romot találtak, többek között egy víztartály maradványait.
- Sacro Monte dei Morti-oratórium
- San Francesco al Corso-templom - 1239-ben alapították. Homlokzata barokk stílusú.
- Santa Chiara-templom

## Híres szülöttei
- IV. Pál / Gian Pietro Carafa (1476–1559), Chieti püspöke  (1505–1518), Társalapítója a Theatinus Rendnek (kb. 1524)
- Augusto Pierantoni (1840–1911), jogtudós, szenátor, római egyetemi tanár
- Sergio Marchionne (1952–2018), üzletember
- Monica Bacelli (* 1963), operaénekes
- Lars Kraume (* 1973), német rendező
- Alessia Barela (* 1974), színésznő
- Marco Di Meco (* 1982) olasz fuvolaművész és zeneszerző